# 舒芬
舒芬（1484年—1527年），字國裳，號梓溪，學者稱梓溪先生，江西進賢梓溪人，祖籍江浙東陽，明朝政治人物、經學家，狀元。

## 生平
舒芬出生於成化二十年（1484年），自幼聰慧，七歲能詩，十二歲寫成《馴雁賦》，獻與南昌府知府祝瀚，得薦為博學弟子。
正德二年（1507年）丁卯科江西乡试第二十三名举人，正德十二年（1517年）丁丑科會試第十一名，廷试一甲一名進士（狀元），授翰林院修撰；敢言直諫，在武宗南巡之爭中，因諫阻明武宗巡遊無度、荒廢朝政，遭謫為福建市舶司副提舉。
明世宗時復官。嘉靖三年（1524年）爆發大禮議事件，舒芬和百餘官員長跪在左順門外，被以棗木棍痛打，奪俸三個月；後以母喪，扶樞南歸，不久悲憤而逝，世稱「忠孝狀元」。
萬曆三十六年（1608年），明神宗追諡為文節；同年，進賢士民于縣城壇石山建文節祠，紀念其文華節氣。

## 著作學說

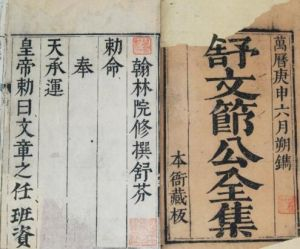
萬曆末刻本《舒文節公全集》

舒芬推崇周敦頤太極圖說，一生著述甚多，主要有《舒文節公全集》（又名《梓溪文鈔》，內集八卷，外集十卷)，亦將文天祥、謝枋得的詩文、傳記等編輯為《成仁遺稿》。

## 家族
曾祖父舒溥震、祖父舒庭式、父舒法，母聶氏。
子舒泰、舒奉；孫舒琛、舒琇、舒櫪、舒璨、舒璪。

## 其他
南昌七城門之一的進賢門亦與其有關。

### 谒梦詩
舒芬為舉人時，曾詣祠謁夢，五宿無有，題壁曰：「千里尋真意自虔，五宵無夢見無緣。神仙不識人間事，歸去揮毫作狀元。」至莒溪，夢一叟酬之曰：「千里尋真未作虔，五宵無夢豈無緣。神仙不泄人間事，歸去揮毫作狀元。」。

### 趣妃为舒国裳芬所得
褚人穫《坚瓠六集》卷一·翠妃：“宸濠内宠甚盛。有紫妃者，居紫竹宫，衣紫。素妃者，居素英宫，素妆，翠妃者，居绿英宫，饰绿翠，能吟善书，尤被宠幸。宫四壁皆列巨鉴，光莹晶明，每与宴狎，鉴中诸影妖媚百出。又于阳春书院叠石成山，掘地数十亩为大池，夏时芰荷芬馥。濠与诸妃尽日宴乐，宫娥靓妆绡衣，浮小画艇，歌采莲曲，沿池荡漾，时摘花果，进以侑酒。翠妃尝咏梅花云：‘绣针剌破纸糊窗，引透寒梅一线香。蝼蚁也知春色好，倒拖花片上东墙。’甚为濠所赏。后事败，翠妃为一知县掠去，又有趣妃为舒国裳芬所得。”